# AGM-53 Condor
Năm 1962, Hải quân Mỹ đưa ra yêu cầu phát triển một tên lửa không đối đất tầm xa có độ chính xác cao. Đây là lí do ra đời tên lửa mới mang tên AGM-53A Condor, sử dụng đầu dẫn đường quang truyền hình có kết nối với máy bay phóng, tương tự như hệ thống dẫn đường trên loại tên lửa AGM-62 Walleye.

## Phát triển
Do gặp nhiều khó khăn trong quá trình phát triển, chuyến bay thử nghiệm đầu tiên cùa tên lửa XAGM-53A chỉ diễn ra vào tháng 3 năm 1970.
Ngày 4/2/1971, trong lần đầu tiên thử nghiệm với đầu đạn thật, tên lửa Condor đã đánh trúng tàu khu trục USS Vammen, những buổi thử nghiệm ngay sau đó đã xác thực tính năng tên lửa có khả năng đánh trúng mục tiêu ở cự ly 30 hải lý (56 km). Chương trình phát triển tên lửa AGM-53 đã bị ngừng lại vào tháng 3 năm 1976. Mặc dù có tầm bắn xa và độ chính xác cao khiến nó là một loại tên lửa uy lực, nhưng nó có giá thành đắt hơn nhiều so với các loại tên lửa không đối đất chiến thuật khác. Giá thành tên lửa cao phần lớn là do hệ thống đường truyền tín hiệu bảo mật của tên lửa, đồng thời hệ thống này cũng không đáng tin cậy.

## Mô tả
AGM-53 Condor là loại tên lửa tầm xa dùng để tấn công chính xác mục tiêu dưới mặt đất. Tên lửa được phóng từ máy bay và có tầm bắn lên tới 60 hải lý (110 km; 69 mi). Khi tên lửa tiếp cận khu vực mục tiêu đã dự tính trước, đầu tên lửa mang máy thu quang truyền hình sẽ thu lại hình ảnh khu vực và truyền trở lại máy bay mang phóng tên lửa. Phi công sau đó sẽ chuyển chế độ tìm kiếm mục tiêu trường nhìn hẹp hoặc rộng để tìm kiếm mục tiêu.
Ngay khi chọn xong mục tiêu cho tên lửa, phi công sẽ tuỳ nghi điều khiển tên lửa bằng tay tới mục tiêu, hoặc lựa chọn khoá mục tiêu để tên lửa tự tấn công. Đầu nổ của tên lửa sẽ được kích hoạt khi tên lửa chạm mục tiêu.
Tên lửa AGM-53 có khả năng mang đầu đạn hạt nhân W-73, có đương lượng nổ tương đương với bom hạt nhân B61. Chi tiết của loại đầu đạn này không được tiết lộ, và nó cũng không được đưa vào sản xuất trang bị cho quân đội Mỹ.

## Bên vận hành
- Hoa Kỳ:  Tên lửa AGM-53 bị ngừng phát triển trước khi đi vào trang bị.

## Tham Khảo
1. ↑  Pretty 1976, p. 149.

- Friedman, Norman (1983). US Naval Weapons. Conway Maritime Press.
- Gunston, Bill (1979). The Illustrated Encyclopedia of Rockets and Missiles. Salamander Books Ltd.
- Pretty, R.T; Archer, D.H.R. (eds.) (1973). Jane's Weapon Systems 1972–73. Jane's Information Group.
- Pretty, R. T. biên tập (1976). Jane's Weapon Systems 1977. London: Jane's Yearbooks. ISBN 0-354-00541-3.